# Tağlabiyan
Tağlabiyan è un comune dell'Azerbaigian situato nel distretto di İsmayıllı. Conta una popolazione di 322 abitanti.